# S&Pケース・シラー住宅価格指数

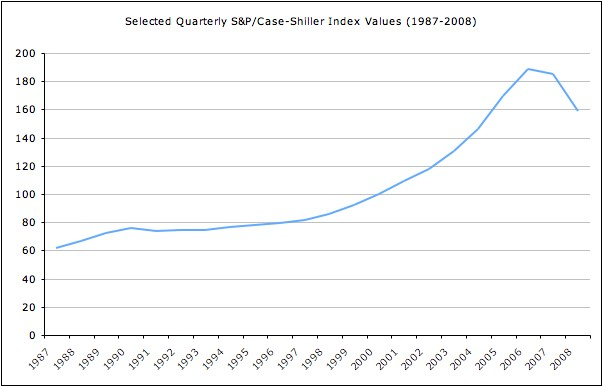
S&Pケース・シラー全米住宅価格指数チャート(1987-2008)

S&Pケース・シラー住宅価格指数（えすあんどぴーケースシラーじゅうたくかかくしすう　S&P/Case-Shiller Home Price Indices、CSI）は、アメリカ合衆国における住宅価格指数である。全米の主要都市圏における一戸建て住宅の再販価格を元に、ファイサーブ（en:Fiserv）社が算出し、スタンダード・アンド・プアーズ（S&P）社が公表している。アメリカ国内の住宅価格動向を示す最も一般的な指数の一つであり、住宅価格は個人消費に大きな影響を与えるため、アメリカ国内の景気指標としても重視されている。

## 歴史
カール・ケース（en:Karl E. Case）とロバート・シラー（en:Robert Shiller）の二人の教授が中心となり、1980年代に開発された。1991年に二人は指数の実用化を目指してケース・シラー・ワイス社を設立。同社は2002年にファイサーブ社に買収され、ファイサーブCSW社となった。ファイサーブCSW社は現在S&Pケース・シラー住宅価格指数算出のためのデータ収集を行っている。

## 種類
- 全米住宅価格指数（S&P/Case-Shiller U.S. National Home Price Index）

全米の9つの調査区域における総合指数。四半期ごとに公表される。アメリカ全土を調査対象とした指数のため、経済指標として特に注目される。
- 10大都市圏指数（10-City Composite）

ボストン、シカゴ、デンバー、ラスベガス、ロサンゼルス、マイアミ、ニューヨーク、サンディエゴ、サンフランシスコ、ワシントンの10大都市圏の指数から算出される。先物市場が存在するため、先物価格を見ることによって市場が将来の住宅価格をどのように予想しているかを見ることができる。
- 20大都市圏指数（20-City Composite）

上記の10大都市圏に、アトランタ、シャーロット、クリーブランド、ダラス、デトロイト、ミネアポリス、フェニックス、ポートランド、シアトル、タンパを加えた20大都市圏の指数から算出される。全米住宅価格指数は四半期ごとにしか公表されないため、毎月の住宅相場の変動を見たい場合にはこちらの指数が利用されることが多い。
- 大都市圏指数

上記の20大都市圏それぞれの価格指数。都市圏ごとの個別の住宅相場を見たい場合に利用される。
メディア等で単に「ケース・シラー住宅価格指数」と報道された場合、全米住宅価格指数または20大都市圏指数を指すことが多い。またこれら以外にも、ファイサーブ社では更に詳細な郵便番号区（en:Zip_code）レベルまでの価格指数も算出している。

## 算出
2000年1月（全米住宅価格指数は2000年第1四半期）の価格を100として算出する。
S&Pケース・シラー住宅価格指数はリピート・セールス・プライシング法と呼ばれる手法によって算出される。まず調査対象地域の一定期間の住宅売買事例のデータを集めた後、同じ住宅の過去の売買事例を調べる。こうして特定の住宅ごとに「売買事例のペア」を作成して二時点間の取引価格の差を調べ、これらを一つの指数に統合する。「売買事例のペア」を作成するに当たっては、住宅が差し押さえられたケースや家族間での売買など、指数をゆがめる可能性のあるデータは慎重に除外される。また「ペア」ごとの事例間の価格差が大きい場合（大規模な増改築等が行われた可能性がある）や、事例間の時間が長い場合（老朽化等の可能性が高い）などは、指数へのウェイトづけが低くなる。これは本指数が、純粋な住宅相場の変動を表示することを目的とするためである。

## 公表
各大都市圏指数は、毎月最終火曜日の朝9時（アメリカ東部時間）に、3ヶ月移動平均による先々月分が公表される。全米住宅価格指数は、3ヵ月ごとに先々月までの四半期分が公表される。なお2008年9月分（2008年11月公表）より、季節調整済みの値も発表されるようになった。

## 先物
2006年5月より、シカゴ・マーカンタイル取引所で先物とオプションが取引されている。これは米国内で初めての上場不動産デリバティブであった。取引されているのは、10大都市圏指数とそれらの各大都市圏指数（ボストン、シカゴ、デンバー、ラスベガス、ロサンゼルス、マイアミ、ニューヨーク、サンディエゴ、サンフランシスコ、ワシントン）である。

## 推移
ここでは全米住宅価格指数（季節調整前）の推移を示す。本指数は1987年から2006年第2四半期まではほぼ一貫して上昇し、2007年第2四半期に史上最高値をつけたものの、その後は住宅バブルの崩壊により大きく低下している。
| S&Pケース・シラー全米住宅価格指数 | S&Pケース・シラー全米住宅価格指数 | S&Pケース・シラー全米住宅価格指数 |
| 年                                | 四半期                            | 指数                              |
| --------------------------------- | --------------------------------- | --------------------------------- |
| 1987                              | 第1                               | 62.03                             |
| 1988                              | 第1                               | 66.67                             |
| 1989                              | 第1                               | 72.43                             |
| 1990                              | 第1                               | 75.58                             |
| 1991                              | 第1                               | 73.43                             |
| 1992                              | 第1                               | 74.30                             |
| 1993                              | 第1                               | 74.46                             |
| 1994                              | 第1                               | 76.46                             |
| 1995                              | 第1                               | 77.74                             |
| 1996                              | 第1                               | 79.61                             |
| 1997                              | 第1                               | 81.82                             |
| 1998                              | 第1                               | 85.71                             |
| 1999                              | 第1                               | 92.08                             |
| 2000                              | 第1                               | 100.00                            |
| 2001                              | 第1                               | 109.27                            |
| 2002                              | 第1                               | 118.00                            |
| 2003                              | 第1                               | 130.48                            |
| 2004                              | 第1                               | 146.26                            |
| 2005                              | 第1                               | 169.19                            |
| 2006                              | 第1                               | 188.66                            |
| 2006                              | 第2                               | 189.93                            |
| 2006                              | 第3                               | 188.11                            |
| 2006                              | 第4                               | 186.44                            |
| 2007                              | 第1                               | 184.83                            |
| 2007                              | 第2                               | 183.17                            |
| 2007                              | 第3                               | 180.07                            |
| 2007                              | 第4                               | 170.61                            |
| 2008                              | 第1                               | 159.40                            |
| 2008                              | 第2                               | 155.90                            |
| 2008                              | 第3                               | 150.42                            |
| 2008                              | 第4                               | 139.27                            |
| 2009                              | 第1                               | 128.94                            |
| 2009                              | 第2                               | 132.64                            |